# باولو ديلا سانتا
باولو ديلا سانتا هو منافس ألعاب قوى سويسري، ولد في 11 سبتمبر 1973.

## وصلات خارجية
- باولو ديلا سانتا على موقع الاتحاد الدولي لألعاب القوى (الإنجليزية)
- باولو ديلا سانتا على موقع أوليمبيديا (الإنجليزية)